# Плейер, Майкл
Майкл Плэйер (англ. Michael Player; 1960 — 10 октября 1986) — американский серийный убийца, афроамериканец, совершивший серию из 10 убийств  на территории  района Лос-Анджелеса под названием «Скид Роу» осенью 1986 года, благодаря чему получил прозвище «Skid Row Slayer».  Начиная с середины 1970-х это был уже третий прецедент в истории Лос-Анджелеса, когда на Скид Роу действовал серийный убийца.

## Ранние годы
О ранней жизни Майкла Плэйера известно мало. Известно, что Плэйер родился в 1960 году. Вел криминальный образ жизни, используя псевдоним Маркус Найсби, благодаря чему с конца 1970-х несколько раз привлекался к уголовной ответственности на территории штата Калифорния. В конце 1980 года он был осуждён за совершение  ограбления. В октябре 1983 года был арестован при попытке совершения кражи, снова был осуждён и впоследствии получил в качестве наказания 6 месяцев лишения свободы.
Летом 1984 года он был арестован за незаконное хранение оружия, был осуждён и получил в качестве наказания 2 года лишения свободы. Получив условно-досрочное освобождение в 1985 году, Майкл снова совершил несколько мелких правонарушений, вследствие чего был арестован за нарушение условий условно-досрочного освобождения и получил в качестве наказания 60 дней лишения свободы в июле 1985 года.

## Серия убийств
В качестве жертв Плэйер выбирал преимущественно бездомных, ведущих маргинальный образ жизни, совершая нападение сзади и расстреливая жертву в стиле казни. Все убийства были совершены в раннее время суток. Серия убийств началась 4 сентября 1986 года, когда Плэйер подошёл сзади к 54-летнему Рудолфо Року и застрелил его выстрелом в затылок. Рок не был бездомным и прибыл в Лос-Анджелес несколькими днями ранее с целью визита к другу. Убив Рока, Майкл Плэйер избавился от орудия убийства, но не сумел скрыться и был задержан полицией.
После допроса в полицейском участке Плэйера были вынуждены отпустить из-за недостатка доказательств его причастности к совершению убийства.  Следующие 5 жертв были бездомными, преступник застрелил своих жертв, находившихся в состоянии сна, с особой жестокостью. Через несколько дней после убийства Рока Майкл застрелил 66-летнего Рика Стэмпса. 13 сентября убийца застрелил 31-летнего Рохелло Сирвена и 47-летнего Джозефа Гриффина в районе Скид Роу. Гриффин, несмотря на тяжёлое ранение, выжил, но впоследствии умер от осложнений 5 октября того же года.
20 сентября был убит выстрелом в затылок 66-летний Майкл Сингер. Через три дня Плэйер застрелил ещё одного бродягу, 36-летнего Дэвида Таунса, после чего совершил двойное убийство. 30 сентября преступник в результате отдельных нападений застрелил 25-летнего Кристофера Бойла и 56-летнего Леона Гейнса. 7 октября Плэйер совершил нападение на 23-летнего корейца Ченга Кенга, в результате которого тот был убит. Как и первая жертва убийцы, Кенг не был бездомным и приехал в Лос-Анджелес из штата Техас для посещения родственников.
На следующий день после убийства Кенга Плэйер пришел в парк, где застрелил спящего бродягу 44-летнего Уэйна Эллиса. 9 октября Плэйер совершил попытку убийства Терренса Данна, в ходе которой жертва выжила. Данн впоследствии дал описание внешности преступника полиции, на основании чего был составлен фоторобот Майкла Плэйера
.

## Смерть и разоблачение
Майкл Плэйер застрелился в одном из отелей Лос-Анджелеса 10 октября 1986 года. В ходе расследования его смерти и обыска его апартаментов полицией были обнаружены обувь с пятнами крови и два пистолета 38-го и 22-го калибра. Баллистическая экспертиза впоследствии подтвердила тот факт, что все жертвы были убиты из оружия, принадлежащего Плэйеру. Единственная выжившая жертва Терренс Данн также идентифицировал на предъявленной ему фотографии Майкла как человека, который пытался его убить 9 октября 1986 года. На основании этих фактов полиция возложила ответственность за убийство 10 человек на Майкла Плэйера. Об этом представителям СМИ заявил шеф полиции Лос-Анджелеса Дэрил Гейтс в феврале 1987 года. Причины самоубийства Плэйера, как и мотивы совершения убийств, так и не были установлены.

## Другие убийцы со Скид Роу
- Вон Гринвуд
- Мясник со Скид Роу